# Tarcisio
Tarcisio ist ein männlicher italienischer Vorname. Er leitet sich von dem im 3. Jahrhundert lebenden römischen Heiligen Tarzisius ab.

## Bekannte Namensträger
- Tarcisio Bertone (* 1934), italienischer Geistlicher, emeritierter Kardinalstaatssekretär und Kardinalkämmerer
- Tarcisio Burgnich (1939–2021), italienischer Fußballspieler
- Tarcisio Carboni (1923–1995), italienischer römisch-katholischer Bischof
- Tarcisio Isao Kikuchi (* 1958), japanischer römisch-katholischer Erzbischof, Kardinal
- Tarcisio Giovanni Nazzaro (1933–2018), italienischer Ordensgeistlicher und Abt von Montevergine
- Tarcisio Pillolla (1930–2021), italienischer römisch-katholischer Bischof
- Tarcisio Pusma Ibáñez (* 1967), peruanischer römisch-katholischer Bischof